# Кохана (роман)
«Кохана» (англ. Beloved) — роман американської письменниці Тоні Моррісон, який вийшов в 1987 р. Дія роману відбувається після Громадянської війни (1861-1865 рр..) і заснована на історії чорношкірої рабині Маргарет Гарнер, яка в кінці січня 1856 р. втекла від рабовласника в Кентуккі і переправилася у вільний штат Огайо. 
Головна героїня роману — рабиня, яка втекла в Цинциннаті (Огайо). Їй вдається пробути на волі лише двадцять вісім днів, коли за нею і її дітьми приїздить пошуковий загін за законом про втікачів рабів (1850), який давав рабовласникам право переслідувати рабів по всіх штатах. Сеті вбиває свою дворічну дочку, щоб не дати колишнім господарям повернути її назад в Милий Будинок, кентуккську плантацію, звідки Сеті втекла. Через кілька років в будинок Сеті за адресою Блустоун-роуд, 124, Цинциннаті, Огайо, прибуває жінка, що удає з себе її дочку на ім'я Кохана. Історія починається з опису привида: «Негаразд було в будинку номер 124. Хазяйнував там злобливий маленький привид, дух дитини» .
Роман удостоївся Пулітцерівської премії 1988 року за художню книгу і став фіналістом Національної книжкової премії 1987 року[3]. У 1998 р. він був екранізований в однойменному фільмі за участі Опри Вінфрі. У 1988 році роман номіновано на премію лібертаріанської фантастики «Прометей». Також твір включено до списку 100 найкращих книг всіх часів за версією Норвезького книжкового клубу, який для складання списку провів опитування 100 письменників та письменниць по всьому світу . Книга присвячена «більш ніж шістдесяти мільйонам», під якими маються на увазі чорношкірі і їх нащадки, загиблі від трансатлантичної работоргівлі. Епіграф книги взято з Послання до Римлян (9:25).

## Сюжет
Книга описує історію Сеті і її дочки Денвер після їх втечі з рабства. В їх будинку в Цинциннаті поселяється привид, який вони вважають дочкою Сеті. Через привида, свідченням перебування якого в будинку є довільне розкидання предметів по кімнаті, молодша дочка Сеті Денвер зросла сором'язливою і самотньою, а її сини Ховард і Баглер втекли з дому у віці 13 років. Незабаром після цього в своєму ліжку помирає Бебі Сагз, мати чоловіка Сеті, якого звали Халле. 
Поль Ді, один з рабів Милого Дому — плантації, де колись працювали Бебі Сагз, Сеті, Халле і деякі інші раби, — переїжджає в будинок до  Сеті і намагається внести в нього почуття реальності. Намагаючись змусити цю сім'ю забути минуле, він виганяє дух з дому. Спочатку здається, що вигнання пройшло успішно: він навіть вперше за багато років виводить з дому затворницю Денвер. Але на зворотному шляху вони зустрічають молоду жінку, що сидить навпроти їхнього будинку і називає себе Коханою. Поль Ді ставиться до неї підозріло і радить Сеті бути обережною, але та зачарована молодою жінкою і не слухає його. 
Поступово якась надприродна сила виганяє Пола Ді з дому Сеті в сусідній сарай. Кохана заганяє Пола Ді в кут сараю, в якому він змушений ночувати. У той час як вони займаються сексом, його свідомість заповнюється жахливими спогадами з минулого. Переповнений почуттям провини, Поль Ді намагається розповісти про це Сеті, але не наважується і замість цього говорить, що хоче, щоб у них з нею була дитина. Сеті надихається, і Пол Ді протистоїть Коханій і її впливу на нього. Але коли він розповідає друзям на роботі про свої плани завести нову сім'ю, вони висловлюють занепокоєння, і відкривають Полу Ді причину неприйняття Сеті населенням. Коли Поль Ді запитує у Сеті про це, вона розповідає йому про те, що сталося: після втечі з Милого Дому і зустрічі Сети з дітьми, які очікували її в будинку свекрухи, її знайшов господар, який спробував повернути її з дітьми собі. Сеті схопила своїх дітей, побігла з ними в сарай з інструментами і хотіла вбити їх усіх. Їй вдалося це зробити лише зі старшою дочкою, по шиї якої вона провела пилкою. Сеті стверджувала, що вона хотіла відправити своїх дітей «туди, де вони були б у повній безпеці». 
Це одкровення злякало Пола Ді, і він покинув їх будинок. Разом з ним будинок покидають і відчуття реальності, і рух часу. Сеті вірить, що Кохана — це її дворічна дочка, яку вона вбила і на надгробку якої написане лише слово «Кохана». Сеті починає жити безцільно і розпещувати Кохану з почуття провини. Кохана постійно незадоволена і вимагає все більше, виходить із себе, коли щось не по ній. Присутність Коханої поглинає життя Сеті, вона виснажується і жертвує своїми потребами в їжі, в той час як живіт Коханої стає все більшим і більшим. У кульмінації роману молодша донька Денвер виходить назовні, шукає допомоги у чорношкірого населення, і деякі сільські жінки приходять до їх будинку, щоб вигнати з Коханої нечисту силу. В цей же час до будинку під'їжджає білий чоловік, який колись допоміг матері Халле, Бебі Сагз, передавши їй цей будинок, після того як Халле викупив її у їхнього господаря. Білий приїхав за Денвер, яка шукала в нього роботу, але Денвер не розповіла про це Сеті. Не розуміючи, навіщо до будинку підходить білий, Сети нападає на нього з сокирою для рубки льоду, але її перехоплюють сільські жінки. Поки збита з пантелику Сеті «знову переживає» прихід свого господаря, Кохана зникає. Роман закінчується тим, що Денвер виходить на роботу, а Поль Ді повертається до Сеті і запевняє її у своїй любові.

## Основні теми

### Відносини "мати-дочка"
Материнські зобов'язання Сеті перед її дітьми пригнічують її власну індивідуальність і перешкоджають її власному розвитку. У Сеті розвивається небезпечна материнська пристрасть, яка призводить до вбивства однієї дочки, її «плоті і крові», відчуження доньки, що вижила, від чорношкірого населення, що відбувається в спробі врятувати її «думки про майбутнє», її дітей від життя у рабстві. Однак Сеті не вдається визнати потребу її дочки Денвер у взаємодії з спільнотою, щоб придбати жіночі якості. У підсумку Денвер наприкінці роману стверджує своє «я» і знаходить індивідуальність за допомогою Коханої. На відміну від Денвер, її мати знаходить індивідуальність лише після вигнання з Коханої нечистої сили, коли Сеті повною мірою може прийняти перші стосунки, які повністю «для неї» — її стосунки з Полем Ді. Ці відносини звільняють Сеті від подальшого саморуйнування у зв'язку з материнськими зобов'язаннями, які керували її життям. І Кохана, і Сеті сильно емоційно пошкоджені в результаті попереднього рабства Сеті. Рабство створює ситуацію, в якій мати відокремлена від своєї дитини, що має руйнівні наслідки для них обох. Крім того, найперша в житті потреба дитини пов'язана з матір'ю: дитині необхідне від матері її молоко. Сеті травмована враженнями, коли у неї відняли її молоко, тому що це означає, що вона не може сформувати це символічне зобов'язання перед її дочкою. 

### Вплив рабства на психіку

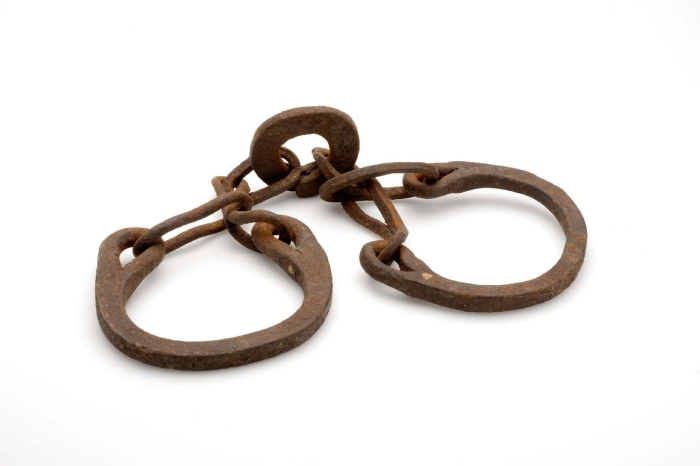
Рабство

Через враження про рабство багато рабів придушували свої спогади, намагаючись забути минуле. Таке придушення і дисоціація з минулим призводить до самофрагментації і втрати справжньої ідентичності. Сеті, Поль Ді і Денвер відчувають цю самовтрату, яку можна вилікувати лише прийняттям минулого і пам'яті про їх початкові ідентичності. Кохана служить нагадуванням цим персонаж/кам про їх пригнічене минуле, що в остаточному рахунку призводить до реінтеграції їх особистостей. Рабство розбиває особистість на фрагментовану фігуру. Ідентичність, що складається з болючих спогадів і невимовного, заперечуваного, зберігається в куточку минулого, стає «собою без само/ї себе». Щоб одужати і олюднитися, людина повинна висловити це через мову, перезібрати болючі моменти і переказати болючі спогади. В результаті страждання «я» піддається багаторазовому створенню та руйнації, коли визнане аудиторією стає реальним. Сеті, Поль Ді і Бебі Сагз не досягають усвідомлення цього і тому нездатні відтворити свої «я», намагаючись тримати своє минуле в куточку. «Я» знаходиться в слові, визначеному іншими. Сила полягає в аудиторії, точніше, в слові — як тільки змінюється слово, змінюється і ідентичність. Всі персонажі в «Коханій» стикаються з випробуванням по саморуйнуванню, що перебуває в їх «переживанні знову» і означеним сприйняттям і мовою. Перешкодою, що стримує їх від відтворення себе, є бажання собі «легкого минулого» і страх, що спогад призведе «туди, звідки немає вороття».

## Нагороди та спадщина
Публікація «Коханої» в 1987 р. стала першим великим успіхом Тоні Моррісон. Книгу навіть номінували на Національну книжкову премію, але вона не отримала її, після чого 48 афроамериканських письменни/ць підписали письмовий протест, опублікований у «Нью-Йорк таймс». У 1988 «Кохана» все ж отримує Пулітцерівську премію за художню книгу, книжкову премію Центру правосуддя і прав людини ім. Роберта Ф. Кеннеді, премію ім. Фредеріка Д. Мелчера, премію Фонду Линдхерста і премію Елмера Холмса Бобста. 
«Кохана» отримала премію ім. Фредеріка Д. Мелчера, редактора журналу «Publishers Weakly». При отриманні премії 12 жовтня 1988 р. Тоні Моррісон сказала, що «немає жодного відповідного пам'ятника, дошки, надгробки, стіни, парку, фоє хмарочоса», які увічнювали б пам'ять людей, звернених у рабство і привезених силою в США. «Немає навіть крихітної лавки біля дороги, — додала вона. — І оскільки такого місця не існує (як мені відомо), книга буде грати цю роль». Натхнене її промовою, Спільнота Тоні Моррісон стала встановлювати такі лавки у важливих історичних місцях, пов'язаних з рабством в США. «Нью-Йорк Таймс» повідомила, що перша «лавка біля дороги» була відкрита на острові Салліванс (Південна Кароліна), через який на територію США потрапило близько 40% звернених у рабство африканців та африканок. У 1988 р. книга здобула сьому щорічну книжкову премію Центру правосуддя і прав людини ім. Роберта Ф. Кеннеді за «найбільш достовірне і сильне відображення цілей Роберта Кеннеді — його турботи про бідних і безсилих, його боротьби за чесне і неупереджене правосуддя, його переконання, що порядне товариство повинно забезпечити молоді сприятливі шанси на успіх у житті, і його віру в те, що вільна демократія може служити засобом усунення нерівності здібностей і можливостей».

## Відгуки та контроверсія
Недооцінка роману та замовчування. Незважаючи на свою популярність і статус одного з найдосконаліших романів Моррісон, «Кохана» ніколи не отримувала повсюдного визнання. Деякі оглядачі піддали роман різкій критиці за побачену ними зайву сентиментальність і сенсаційне зображення жахів рабства, включаючи прирівнювання работоргівлі до геноциду на рівні з голокостом. Погоджуючись, що «Кохана» часом багатослівна, роман хвалили за глибоку і незвичайну уяву. Відзначаючи казкові аспекти твору і його політичний фокус, вони розглядали роман як дослідження сім'ї, травм і придушення пам'яті, а також як спробу відновити в пам'яті історію і висловити колективну пам'ять афроамериканців. 
Дискусія про кількість постраждалих від рабства. Критики і сама Моррісон дійсно вказували, що спірна «епітафія» «Коханої», «більш ніж шістдесяти мільйонам», заснована на багатьох дослідженнях африканської работоргівлі, оцінювали, що приблизно половина кожного привезеного в Америку «вантажу» складалася з мерців. З кінця 1970-х рр. роботи Моррісон були цікаві поданням афроамериканської історії і побуту. Тімоті Пауелл, наприклад, заявляє, що повернення Моррісон мови чорношкірим переутверджує чорну расу як «ствердження, містичну силу і добро», тоді як Теодор О. Мейсон-мол. припускає, що історії Моррісон об'єднують різні спільноти. 
Природа Коханої. Критикуючі сперечалися про природу персонажки Коханої: чи була вона привидом чи все ж реальною людиною. Багато оглядачів, припускаючи, що Кохана є надприродним втіленням дочки Сеті, згодом оцінювали роман, як непереконливу і плутану історію про привидів. Елізабет Е. Хауз, однак, стверджувала, що Кохана не привид, а роман насправді — історія про два можливих випадки помилкового впізнання. Кохана стурбована втратою своїх африканських батьків і тому починає вірити, що Сеті — її мати. Сеті відчуває потребу в своїй мертвій дочці, і її досить легко переконати, що Кохана і є втрачена нею дитина. Така інтерпретація, стверджує Хауз, прояснює багато моментів роману, що приводять у замішання і підкреслює стурбованість Моррісон темою сімейних уз.
Тема пам'яті. Ідея про те, що за допомогою листа можна вилікуватися або відновитися, простежується у всіх роботах Тоні Моррісон. Багато критиків досліджують тему пам'яті, або те, що Сеті з «Коханою» називає «переживанням знову». Сьюзен Бауерс ставить Моррісон в ряд послідовників «довгої традиції афроамериканської апокаліптичної літератури», що «викриває» жахи минулого, щоб «переробити» їх. Деякі критики інтерпретували подання Моррісон травми і пам'яті через призму психоаналізу. Ашраф Х. А. Рушді вивчає, як «первинні гріхи» в романах Моррісон є «можливістю та емоційним засобом самовідкриття через пам'ять» і «переживання знову». Джилл Мейтас, однак, вважає, що подання травми у Моррісон «ніколи запросто не виліковує»: ворушінням примар минулого, щоб вигнати або матеріалізувати їх, тексти потенційно «провокують читача на переживання чужого досвіду травми і діють як засіб передачі». Коментар Енн Снітоу чітко ілюструє, як почала розвиватися і рухатися до нових шляхів інтерпретації критика Моррісон. У своєму огляді «Коханої» 1987 р. Снітоу стверджує, що Кохана — привид і центр оповідання — «занадто легка» і «порожня», роблячи весь роман «безповітряним». Снітоу змінила свою позицію після появи критичних статей, які інакше інтерпретували Кохану і угледіли в ній щось складніше і важче, ніж просто привид, щось, що потребує інших форм творчого вираження і критичного сприйняття. 
Конфлікти тут як ідеологічні, так і критичні: вони стосуються визначення та оцінки американської та афроамериканської літератури, мистецтва відносин і політики і напруженості між схваленням і привласненням. При визначенні текстів Моррісон як афроамериканської літератури критики стали уважніше ставитися до їх історичного і соціального контексту і до способу, яким Моррісон зачіпає особливі місця і моменти часу. Як зауважив Дженнінгс, дія багатьох романів Моррісон відбувається в ізольованих чорношкірих спільнотах, де африканські обряди і релігійні системи не маргіналізовані домінуючою культурою білих, а залишаються активними, якщо не підсвідомими, силами, що формують спільноту. Мейтас вважає, що пізні романи Моррісон «були навіть більш чітко сфокусовані на специфічних історичних моментах»: «через їх залучення в історію рабства і Гарлема початку XX століття, [вони] зобразили і відобразили аспекти історії чорношкірих, які були забуті або запам'яталися з спотвореними».